# Hayat Mirshad
Hayat Mirshad, née en 1988, est une journaliste et militante féministe libanaise.
Elle est notamment la fondatrice de la première émission de radio féministe au Liban et la cofondatrice du collectif féministe à but non lucratif Fe-Male.
Elle travaille pour plusieurs programmes d'ONU Femmes, est directrice de la communication du Rassemblement démocratique des femmes libanaises. Elle milite pour l'égalité des sexes, et contre le patriarcat et la corruption.
Elle figure dans les 100 femmes de la BBC 2020.

## Biographie

### Formation
Hayat Mirshad est titulaire d'un baccalauréat en littérature anglaise de l'Université libanaise, et d'un diplôme en genre dans le développement et l'assistance humanitaire (GDHA) de l'Université libanaise américaine (LAU) de Beyrouth, ce dernier diplôme étant un programme de formation continue à l'Institut de la LAU pour les études sur les femmes dans le monde arabe (IWSAW).

### Militantisme, associations

#### Radio féministe, fondation deFe-Male
Hayat Mirshad fonde la première émission de radio féministe au Liban en 2012, intitulée « Sharika wa Laken » (« Un partenaire pas encore égal »), dont elle est rédactrice en chef. En 2007, elle cofonde le collectif féministe à but non lucratif FE-MALE dont elle demeure la codirectrice. Elle est également membre de l'Agora de l'innovation en matière de genre pour les jeunes d'ONU Femmes.

#### Genre, ONU Femmes
Elle travaille aussi avec le programme Men and Women for Gender Equality au Bureau régional d'ONU Femmes pour les États arabes, un projet financé par l'Agence suédoise de coopération internationale pour le développement pour rechercher les causes profondes des inégalités entre les sexes dans la région et y remédier en utilisant une « approche ascendante ».

#### Égalité des sexes
Hayat Mirshad est également directrice de la communication et militante au Rassemblement démocratique des femmes libanaises (RDFL), en anglais Lebanese Women Democratic Gathering, une association sur les droits des femmes, active depuis le début des années 1980 au Liban.
Elle milite pour que les filles et les femmes aient accès à la justice, à l'information, à la protection et aux droits humains, à la fois en ligne et hors ligne, en organisant des marches à l'échelle nationale, en mobilisant suffisamment de gens pour former un soutien contre les régimes patriarcaux et corrompus.

## Prix
En 2020, Mirshad est reconnue par la BBC parmi les « 100 Women » (« 100 femmes ») 2020. Cette reconnaissance indique qu'elle est considérée comme l'une des 100 femmes les plus influentes et les plus inspirantes de l'année 2020 pour son travail en tant que directrice de FE-MALE,.